# Інтимний щоденник (фільм)
«Інтимний щоденник» (англ. The Pillow Book) — фільм британського режисера Пітера Гріневея. Інші переклади назви фільму — «Книга-подушка», «Книга подушки», «Роман на ніч», «Китайська каліграфія». Твір японської авторки кінця X — початку XI століття Сей Сьонаґон «Записки в узголів'ї». Оригінальна назва фільму — це англійський переклад заголовка книги Сей Сьонаґон.
Фільм розказує про двадцять вісім років з життя зачарованої древнім мистецтвом каліграфії сучасної японської дівчини Нагико, що втекла від жорстокого чоловіка в Гонконг, де вона пережила історії кохання з англійцем-перекладачем. Дія фільму переплітається із зарисовками з придворного та особистого життя Сей Сьонаґон, заснованих на фрагментах «Записок».
«Інтимний щоденник» — фільм, що містить зміст роздумів про каліграфію та ієрогліфи, як ідеальну мову де зображення та текст — єдині. Гріневей створив свій твір об'єднавши дві тисячі років каліграфічних знаків, сто років кіно і десять років комп'ютерних візуальних новинок.
Фільм унікальний своєю естетикою: чорно-біле зображення чергуєтся з кольоровим, основним відеороликом доповнюють вставки з паралельним дійством або зображенням, посилюючими смайликами. Фільм також унікальний роботою художників та костюмерів. Над каліграфією працювали Броди Нойншвандер та Юкі Яура.

## В ролях
- Нагіко Кійохара-но Мотосуке Сэй-Сёнагон / Nagiko Kiyohara no Motosuke Sei Shonagon — Вівіен Ву / Vivian Wu
- Видавець / The Publisher — Йосі Оіда / Yoshi Oida
- Батько / The Father — Кен Огата / Ken Ogata
- Тітка та покоївка / The Aunt & The Maid — Хідеко Йосіда / Hideko Yoshida
- Джером / Jerome — Юен Мак-Грегор / Ewan McGregor
- Мати / The Mother — Джуді Онгг / Judy Ongg
- Чоловік / The Husband — Кен Міцуісі / Ken Mitsuishi
- Хокі / Hoki — Ютака Хонда / Yutaka Honda
- Мати Джерома / Jerome's Mother — Барбара Лотт / Barbara Lott
- Сестра Джерома / Jerome's Sister — Линн Лэнгдон / Lynne Langdon